# Association suisse des femmes diplômées des universités
L'Association suisse des femmes diplômées des universités (ASFDU ; Schweizerischer Verband der Akademikerinnen, SVA, en allemand ; Associazione svizzera delle laureate, ASL en italien), nommée Association suisse des femmes universitaires (ASFU) de sa fondation en 1924 à 1993-1994, est le réseau national suisse des femmes diplômées de l'enseignement supérieur.

## But et organisation
L'Association suisse des femmes diplômées des universités se définit comme une organisation neutre sur les plans politique, culturel et religieux. Ses objectifs sont la mise en réseau à l'échelle nationale et internationale des femmes universitaires, l'entretien de relations amicales entre elles et la promotion de leur travail scientifique et de leurs intérêts professionnels. L'association a par ailleurs toujours travaillé pour la promotion de la paix et de l'égalité entre les sexes. 
Présidée par un comité central, l'ASFDU est organisée, sur le mode fédéraliste, en sections régionales. L'assemblée annuelle des déléguées des sections est l'organe suprême de l'association. Le siège de l'association est au domicile de la présidente.  
L'association est affiliée à la Fédération internationale des femmes diplômées des universités (Graduate Women International), fondée cinq ans avant elle, et membre de l'Alliance de sociétés féminines suisses depuis 1949.

### Historique
L'Association suisse des femmes diplômées des universités est créée le 22 mars 1924 à Berne sous le nom d'Association suisse des femmes universitaires (ASFU). Elle est initialement constituée par un réseau de femmes universitaires bernoises et trois associations cantonales de femmes universitaires (Genève, Bâle et Zurich).
La première assemblée générale, convoquée en octobre 1924, élit l'avocate Nelly Schreiber-Favre à la présidence de l'association et Mariette Schaetzel au poste de secrétaire générale. Médecin de formation, cette dernière avait déjà créé le réseau bernois et cofondé l'association genevoise en 1923 avec Nelly Schreiber-Favre.

### Sections
L'association compte neuf sections : Bâle (fondée en 1923), Berne (1923), Fribourg (1970), Genève (1923), Grisons (1971), Soleure (1971), Suisse centrale (1969), Vaud (1924) et Zurich (1924).
L'association neuchâteloise, fondée le 29 octobre 1925, met fin à ses activités en 1976[réf. souhaitée]. Cinq autres sections (Argovie, Saint-Gall, Schaffhouse, Valais et Tessin) ont disparu, la plupart dans les années 1990.

### Membres
L'association nationale et ses différentes branches comptent 220 membres à l'époque de sa création, 600 membres en 1934, quelque 1 000 membres en 1952, quelque 1 400 en 1974, 1 500 dans les années 1980 et environ 650 en 2019.
Après l'introduction du suffrage féminin au niveau fédéral en 1971, plusieurs membres de l'ASFDU sont élus au Parlement.

### Présidente
2016 - 2022 : Doris Boscardin

## Activités
La commission des intérêts professionnels fournit du matériel statistique et occasionnellement une aide à l'emploi. L'octroi de bourses et une offre d'accompagnement pour la recherche de bourses faisaient également partie des tâches de l'association. Un fonds servant à financer des voyages et des bourses, relevant partiellement de la fédération internationale, permet de créer en 1994 la Fondation des bourses de l'ASFDU (dissoute en 2016). 
Jusqu'au début des années 1950, les informations destinées aux adhérentes se limitaient à de brefs rapports d'activité et à des textes informatifs. Depuis 1954, elles reçoivent régulièrement un bulletin. 
L'ASFDU participe aux expositions nationales suisses pour le travail féminin de 1928 et 1958 et à l'Exposition nationale suisse de 1939. Elle publie des brochures sur les professions académiques et des ouvrages, notamment l'une des premières études concernant les femmes universitaires en Suisse en 1928 (Das Frauenstudium an den Schweizer Hochschulen).
Les différentes sections de l'association décernent des prix scientifiques.